# Nur Ahmad Jan Bughra

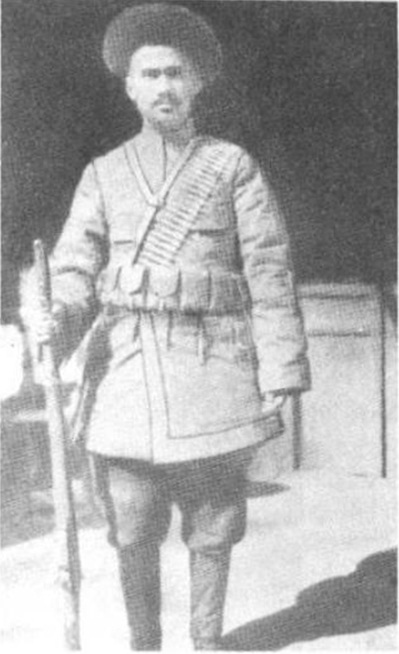
Nur Ahmad Jan Bughra

Nur Ahmad Jan Bughra (uigurisch نۇر ئەخمەتجان بۇغرا, traditionell نور احمد جان بغرا Nur Ahmad Dschan Bughra; chinesisch 努尔·阿合买提江·布格拉, Pinyin Nǔ ěr·ā hé mǎi tí jiāng·Bù gé lā; gestorben 16. April 1934) war ein uigurischer Emir der Islamischen Republik Ostturkestan.
Nur Ahmad Jan Bughra entstammte der reichen Familie Bughra aus Hotan. Zusammen mit seinen beiden älteren Brüdern Muhammad Amin Bughra und Abdullah Bughra hatte er eine Rebellion der Arbeiter der Goldminen von Surghak (Keriya uigurisch كېرىيە) und entlang der Flüsse Yurungkax und Karakax angezettelt und sich selbst als Emir eingesetzt.
Am 16. März 1933 riefen die Brüder die Unabhängigkeit von China aus. Zusammen mit anderen Kräften bemühten sie sich um Unabhängigkeit von China einerseits und der Sowjetunion andererseits.
Er befehligte zusammen mit seinen Brüdern und Tawfiq Bei bei der Schlacht von Kaschgar (August 1933) die uigurischen und kirgisischen Truppen, die versuchten die Neustadt von Kaschgar einzunehmen. Sie wurden von den Hui-Chinesen unter General Ma Zhancang besiegt. Die Kämpfe hielten fast sechs Monate lang an. Noch im Januar 1934 warfen Ma Zhancangs Truppen sechs Attacken von Hoja Niyaz zurück. In dieser Zeit wurden 2.000 bis 8.000 Zivilisten in Kaschgar von Tunganen ermordet – als Rache für das Kizil-Massaker, welches erfolgte, nachdem die Uiguren sich zurückgezogen hatten.
In der zweiten Schlacht von Kaschgar führte General Ma Fuyuan Hui-Truppen am 6. Februar 1934 im Sturm auf Kaschgar. Er attackierte die uigurischen und kirgisischen Truppen und befreite Ma Zhancang, der seit dem 22. Mai 1933 eingeschlossen war. In dieser Schlacht wurde Nur Ahmad Jan Bughra am 16. April 1934 bei Yengisar getötet. Seine ganze Truppe mit 2.500 Uiguren und Kirgisen wurde von der 36. Division der Nationalrevolutionären Armee, den Truppen unter dem Kommando von Ma Zhongying ausgelöscht.
Im Buch Land Without Laughter erzählt Ahmad Kamal, dass Nur Ahmad Jan enthauptet und sein Kopf zu einem Fußballspiel auf dem Aufmarschplatz benutzt worden sei.